# Witold Szolginia

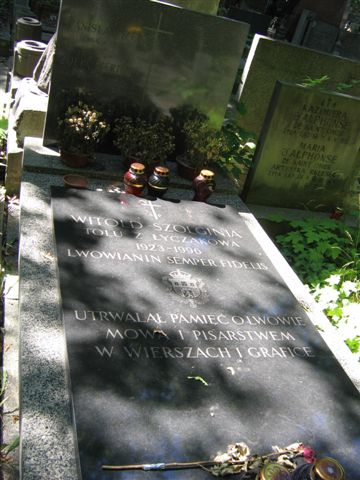
Nagrobek Witolda Szolgini na cmentarzu Powązkowskim w Warszawie, 2006

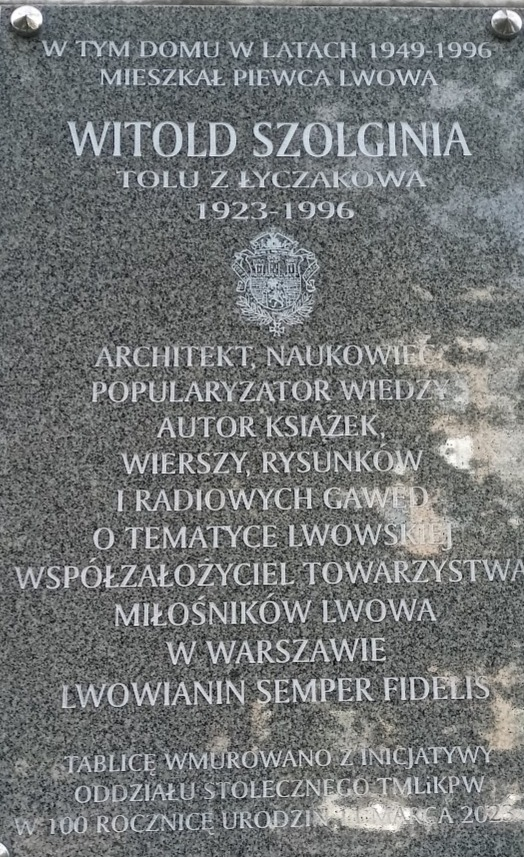
Tablica Witolda Szolgini w Warszawie przy ulicy Puławskiej 138

Witold Szolginia (ur. 11 marca 1923 we Lwowie, zm. 30 czerwca 1996 w Warszawie) – polski architekt, autor książek i radiowych gawęd o Lwowie.

## Życiorys
Od urodzenia do przymusowego wysiedlenia ze Lwowa w 1946 mieszkał przy ulicy Łyczakowskiej 137, w „Domu pod Żelaznym Lwem”. W 1944 rozpoczął studia na Wydziale Architektury Politechniki Lwowskiej. Po ekspatriacji ze Lwowa w 1946 studia te kontynuował na Politechnice Krakowskiej. Ukończył je w 1950, zdobywając tytuł magistra inżyniera architekta. Pracował w swoim zawodzie ponad 40 lat, osiągając stanowisko docenta w Instytucie Kształtowania Środowiska w Warszawie. Prowadził prace badawcze, odniósł też wiele sukcesów w działalności popularyzatorskiej z dziedziny urbanistyki, architektury i budownictwa.
Uznawany za lwowskiego guru i chodzącą encyklopedię tego miasta.
W 1999 powstał film dokumentalny na jego temat w reżyserii Aliny Czerniakowskiej Semper fidelis.
Został pochowany na cmentarzu Powązkowskim (kwatera 237-3-19).

## Książki
- 1960: A jak Tomku w twoim domku; Warszawa, „Nasza Księgarnia”
- 1961: Cuda techniki na przestrzeni dziejów, Warszawa, „Iskry”
- 1962: Tajemnica rurek w ścianie (seria: Technika wokół nas); Warszawa, „Nasza Księgarnia” (w 1979 – wyd. rozszerzone)
- 1963: Domy z fabryki; Warszawa, „Nasza Księgarnia” (w 1980 – wyd. 2 rozszerzone) ISBN 83-10-07627-4.
- 1965: Budujemy mosty (seria: Technika wokół nas) Warszawa, „Nasza Księgarnia”
- 1965: W podziemiach wielkiego miasta (seria: Biblioteka Błękitnych Tarcz); Warszawa, Państwowe Zakłady Wydawnictw Szkolnych (wznowienia: 1968, 1974)
- 1965: Mowa o trawie (seria: Biblioteka Błękitnych Tarcz); Warszawa, Państwowe Zakłady Wydawnictw Szkolnych (wznowienia: 1967, 1975)
- 1966: Życie miast; Warszawa, „Iskry”
- 1967: Budujemy nowy dom; Warszawa, „Iskry”
- 1971: Dom pod żelaznym lwem. Wspomnienia lwowskie, Warszawa, Instytut Wydawniczy „Pax” (w 1989 – wyd. 2 uzup. i popr. Krajowej Agencji Wydawniczej) ISBN 83-03-02836-7.
- 1974: Ekslibrisy dla Jana Parandowskiego. Na słunecznym zygarzy; Katowice, Oddział Śląski Towarzystwa Przyjaciół Książki
- 1975: Architektura i budownictwo. Ilustrowana encyklopedia dla wszystkich; Warszawa, Wydawnictwa Naukowo-Techniczne (wznowienia: 1982, 1991) ISBN 83-204-0820-2.
- 1976: Poczet wielkich architektów; Warszawa, „Nasza Księgarnia”
- 1977: Przyroda uczy budować (seria: Technika wokół nas); Warszawa, „Nasza Księgarnia”
- 1978: Informacja wizualna w krajobrazie miejskim; Warszawa, Instytut Kształtowania Środowiska (wyd.2 w 1980 – PWN) ISBN 83-01-01740-6.
- 1981: Estetyka miasta; Warszawa, „Arkady” ISBN 83-213-2986-1.
- 1984: Krajubrazy syrdeczny – pod pseudonimem: Tolu z Łyczakowa; Londyn, Koło Lwowian Oficyna Lwowska
- 1985: Cuda architektury; Warszawa, Krajowa Agencja Wydawnicza ISBN 83-03-00760-2.
- 1986: Lwów w grafice; Fundacja Przyjaciół Lwowa
- 1986: Krajubrazy syrdeczny – pod pseudonimem: Tolu z Łyczakowa; wydanie prywatne; wydawca: Waldemar Markowski, Bytom
- 1987: Kwiaty lwowskie – pod pseudonimem: Tolu z Łyczakowa; wydanie prywatne: wydawca: Waldemar Markowski, Bytom
- 1987: Cuda inżynierii; Warszawa, Wydawnictwo „Alfa” ISBN 83-7001-076-8.
- 1987: Geniusze szczęśliwi, geniusze nieszczęśliwi: z historii polskiej nauki i techniki; Warszawa, Wydawnictwo „Alfa” ISBN 83-7001-144-6.
- 1987: Ład przestrzenny w zespole mieszkaniowym; Warszawa, Instytut Gospodarki Przestrzennej i Komunalnej ISBN 83-85002-23-5.
- 1989: Za teatralną kurtyną (seria: Technika wokół nas); Warszawa, „Nasza Księgarnia” ISBN 83-10-09341-1.
- 1989: Historiografia architektury i urbanistyki dawnego Lwowa; Warszawa, Polska Akademia Nauk Instytut Sztuki
- 1991: Ikonografia dawnego Lwowa Cz. 1, Najstarsze widoki Lwowa; Warszawa, Polska Akademia Nauk Instytut Sztuki
- 1992: Architektura. Encyklopedia Mini; Warszawa Sigma NOT ISBN 83-85001-89-1.
- 1992: Tamten Lwów T. 1 Oblicze miasta; Wrocław, Oficyna Wydawnicza „Sudety” ISBN 83-85550-07-0.
- 1993: Tamten Lwów T. 2 Ulice i place; Wrocław, Oficyna Wydawnicza „Sudety” ISBN 83-85550-12-7.
- 1993: Tamten Lwów T. 3 Świątynie, gmachy, pomniki; Wrocław, Oficyna Wydawnicza „Sudety” ISBN 83-85550-19-4.
- 1994: Pudełko lwowskich wspomnień pełne; Wrocław, Oficyna Wydawnicza „Sudety” ISBN 83-85550-39-9.
- 1994: Tamten Lwów T. 4 My, lwowianie; Wrocław, Oficyna Wydawnicza „Sudety” ISBN 83-85550-22-4.
- 1994: Tamten Lwów T. 5 Życie miasta; Wrocław, Oficyna Wydawnicza „Sudety” ISBN 83-85550-25-9.
- 1994: Tamten Lwów T. 6 Rozmaitości; Wrocław, Oficyna Wydawnicza „Sudety” ISBN 83-85550-35-6.
- 1995: Kwiaty lwowskie. Krajubrazy syrdeczny („Krajubrazy syrdeczny” podpisane pseudonimem: Tolu z Łyczakowa); Wrocław, Oficyna Wydawnicza „Sudety” ISBN 83-85550-60-7.
- 1996: Tamten Lwów T. 7 Z niebios nad Lwowem; Wrocław, Oficyna Wydawnicza „Sudety” ISBN 83-85550-89-5.
- 1997: Tamten Lwów T. 8 Arcylwowianie; Wrocław, Oficyna Wydawnicza „Sudety”

oraz
- 1991: Na Wesołej Lwowskiej Fali; Opracowanie i wybór: Witold Szolginia; Warszawa, „Polonia” ISBN 83-7021-134-8.
- 2004: Moim miastom. Wiersze i piosenki z Bytomiem i Lwowem w tle Bogdan St. Kasprowicz; Ilustracje: Lwów – Witold Szolginia, Bytom – Joanna Oblonk, Sandra Szandar; Warszawa, Instytut Lwowski ISBN 83-916009-7-1.